# 国际化学品安全规划署
国际化学品安全规划署（英語：International Programme on Chemical Safety，简称）成立于1980年，是世界卫生组织、國際勞工組織和联合国环境署这三个联合国组织相互协作成立的机构，目的是为化学物质确立一个科学基础，并进一步强化各国化学安全的能力、范围。